# Грамади (Мъгленско)
Грамади е бивше село в Егейска Македония, Гърция, разположено на територията на дем Мъглен (Алмопия), административна област Централна Македония.

## География
Грамади е било разположено в землището на село Бахово, между него и Пребъдище.

## История
Селото е било българско, но е разтурено в немирните години във втората половина на XVIII век. Жителите на това село основават Бахово.